# Ulryka Eleonora Duńska
Ulryka Eleonora (ur. 11 września 1656 w Kopenhadze, zm. 26 lipca 1693) – księżniczka duńska, królowa Szwecji.

## Życiorys
Była siódmym dzieckiem (czwartą córką) króla Danii Fryderyka III i jego żony królowej Zofii Amalii brunszwickiej. W bardzo młodym wieku została obiecana królowi Szwecji Karolowi XI jednak z powodu Wojny skańskiej ich ślub doszedł do skutku dopiero 6 maja 1680. Para miała siedmioro dzieci:
- Jadwigę Zofię, przyszłą księżną Holstein-Gottorp (1681–1708)
- Karola XII, kolejnego króla Szwecji (1682–1718)
- Gustawa (1683–1685)
- Ulryka (1684–1685)
- Fryderyka (1685–1685)
- Karola Gustawa (1686–1687)
- Ulrykę Eleonorę, również przyszłą królową Szwecji (1688–1741).

Ulryka Eleonora nie angażowała się w życie polityczne Szwecji. Wspierała chorych i ubogich. Była również utalentowaną artystką.